# ماتياس كوردوبا
ماتياس كوردوبا (بالإسبانية: Matías Córdoba)‏ (7 أكتوبر 1984 في الأرجنتين - ) هو لاعب كرة قدم أرجنتيني في مركز الوسط. لعب مع أتلانتي إف سي وأرجنتينوس جونيورز وتيغري وريال سالت ليك وكيلمس ونادي برث غلوري وسان مارتين دي توكومان ‏ وأورينتي بيتروليرو ونادي موناغاس الرياضي ونادي أليانزا ‏ وClub Atlético Brown ‏ وديبورتيس نافال ولاسيرينا ونادي بينانق.

## وصلات خارجية
- ماتياس كوردوبا على موقع الدوري الأمريكي (الإنجليزية)
- ماتياس كوردوبا على موقع إي إس بي إن إف سي (الإنجليزية)
- ماتياس كوردوبا على موقع قاعدة بيانات كرة القدم.إي يو (الإنجليزية)
- ماتياس كوردوبا على موقع Soccerway.com (الإنجليزية)